# Ancienne école technique de Québec
L'ancienne école technique de Québec, également désigné Pavillon Langelier, est un bâtiment situé sur le boulevard Langelier à Québec. D'abord école de formation professionnelle à partir de 1911, la vocation du bâtiment est double depuis la fin du XXe siècle :
- Centre Alyne-LeBel (310, boulevard Langelier)
- Résidence Wilfrid-Lecours (55, rue des Commissaires Ouest)

## Description
Le bâtiment a un plan carré, constitué de quatre ailes qui ferment une cour centrale. Il possédait initialement une tour d'horloge d'une hauteur de 22 mètres, démolie en 1955 en raison d'une menace d'effondrement.

## Histoire

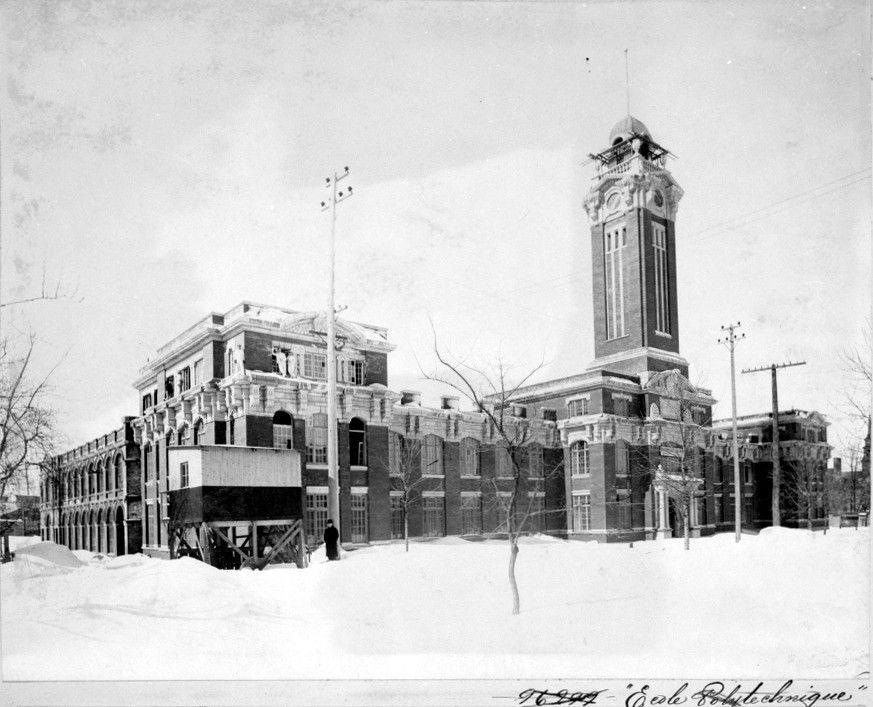
Le bâtiment au début du XXe siècle.

Dès le début de son mandat, le gouvernement Lomer Gouin entreprend la création d'écoles techniques afin de former des ouvriers qualifiés pour assurer la main-d’œuvre spécialisée pour répondre aux besoins de l'industrie régionale. L'école technique de Montréal est ouverte en 1907. À Québec, l'emplacement choisi, sur le boulevard Langelier, est au cœur des quartiers ouvriers de Saint-Sauveur et Saint-Roch. La construction s'effectue entre 1909 et 1911 par les entrepreneurs Simoneau et Dion à partir des plans de l'architecte René-Pamphile Lemay. Elle ouvre ses portes en 1911.
L'institution est intégrée au Cégep Limoilou lors de sa création en 1967 et le bâtiment devient le Pavillon Langelier. Sa vocation éducationnelle se termine en 1979, date à laquelle la partie avant est reconvertie en centre local de services communautaires (CLSC) et l'arrière en unités d'habitations à loyer modique, devenant la résidence Wilfrid-Lecours.
Le Centre de production artistique et culturel Alyne-Lebel emménage dans l'aile avant en 1994 à la suite du déménagement du CLSC sur la rue Saint-Joseph. La résidence Wilfrid-Lecours est agrandie la même année avec la construction d'une aile incurvée de 6 étages.

## Utilisation

### Occupants
Le Centre Alyne-LeBel :
- Conseil québécois du patrimoine vivant
- Culture Capitale-Nationale et Chaudière-Appalaches
- École de danse de Québec
- Ensemble Anonymus
- Théâtre des Confettis
- Théâtre du Gros Mécano

La Résidence Wilfrid-Lecours, une habitation à loyer modique, occupe la partie arrière du bâtiment.

### Anciens occupants
- École technique de Québec (1911 à 1967) ;
- Pavillon Langelier du Cégep Limoilou (1967 à 1979) ;
- CLSC de la Basse-Ville (1979 à 1994) ;
- La Rotonde (-2003).

## Galerie

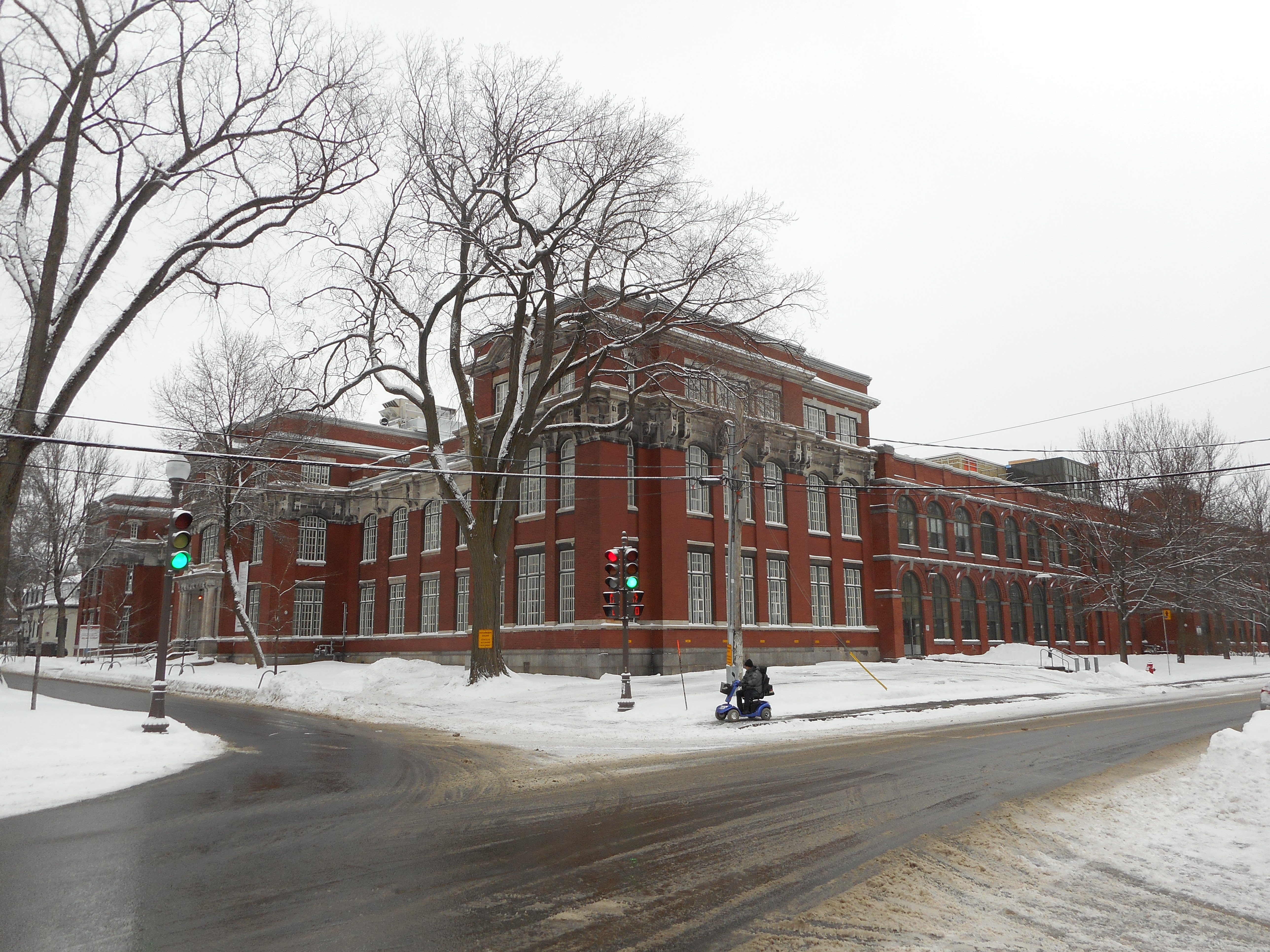
À l'angle du boulevard Langelier et de la rue des Commissaires
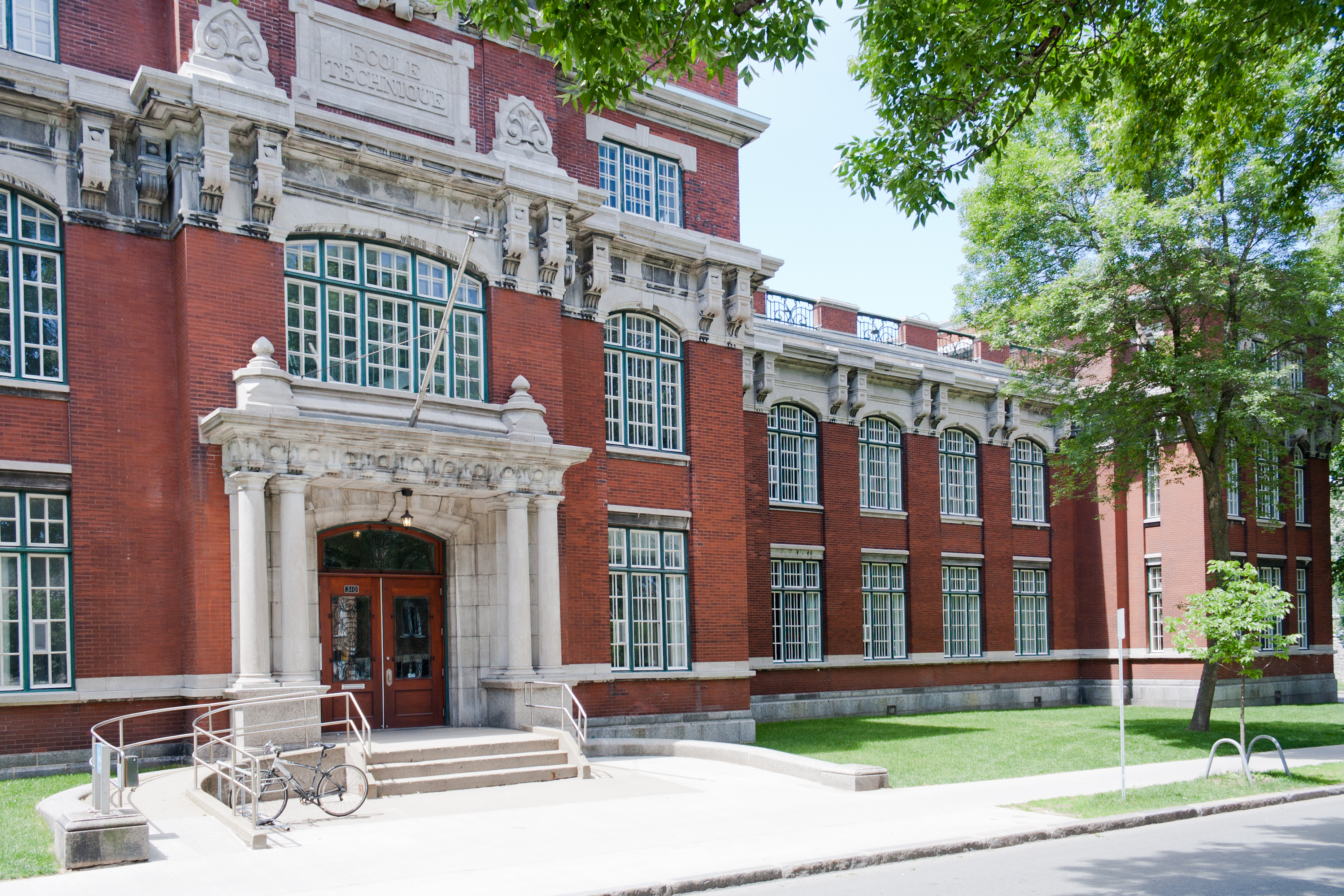
Façade principale
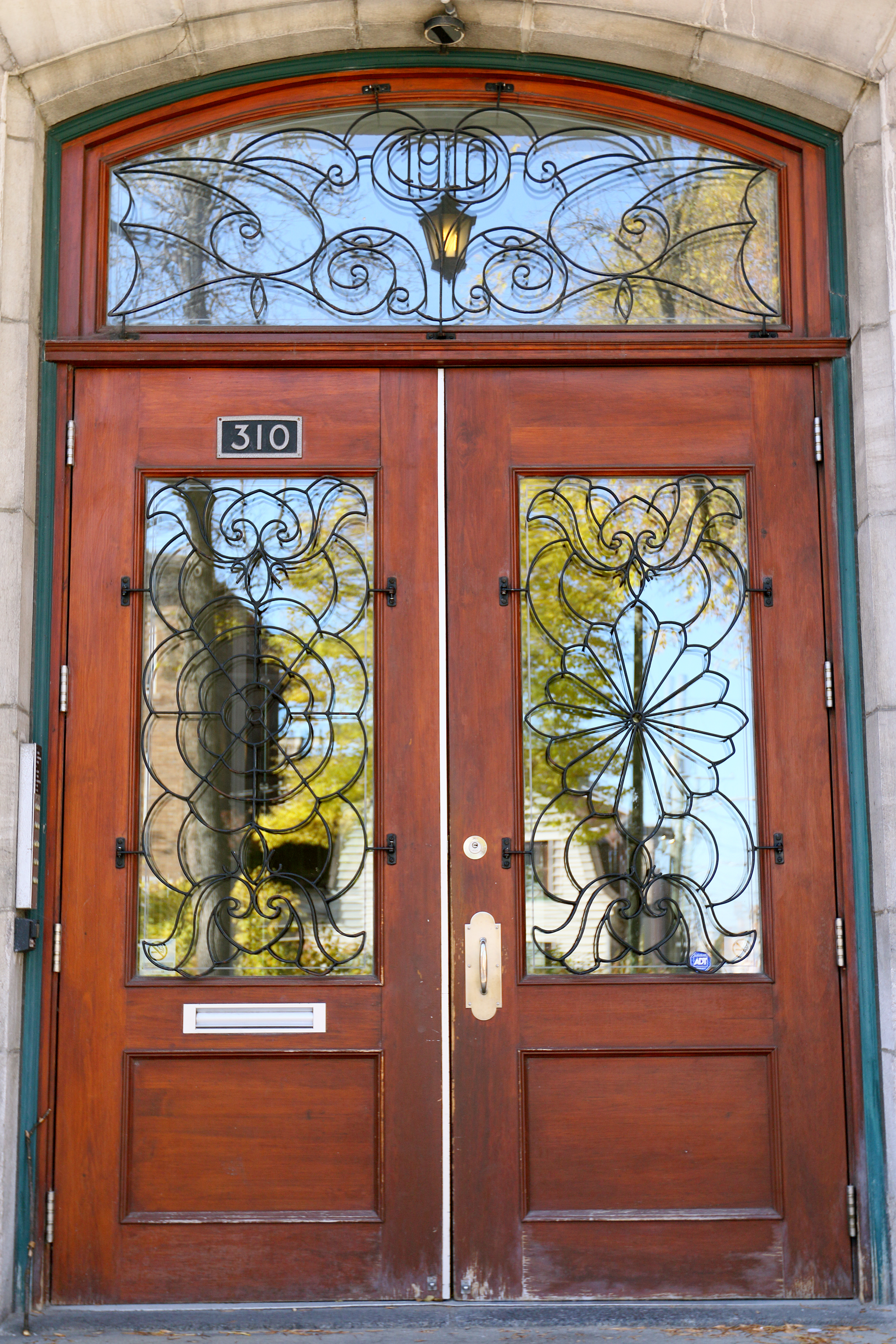
Porte d'entrée principale